# Decimo Laberio

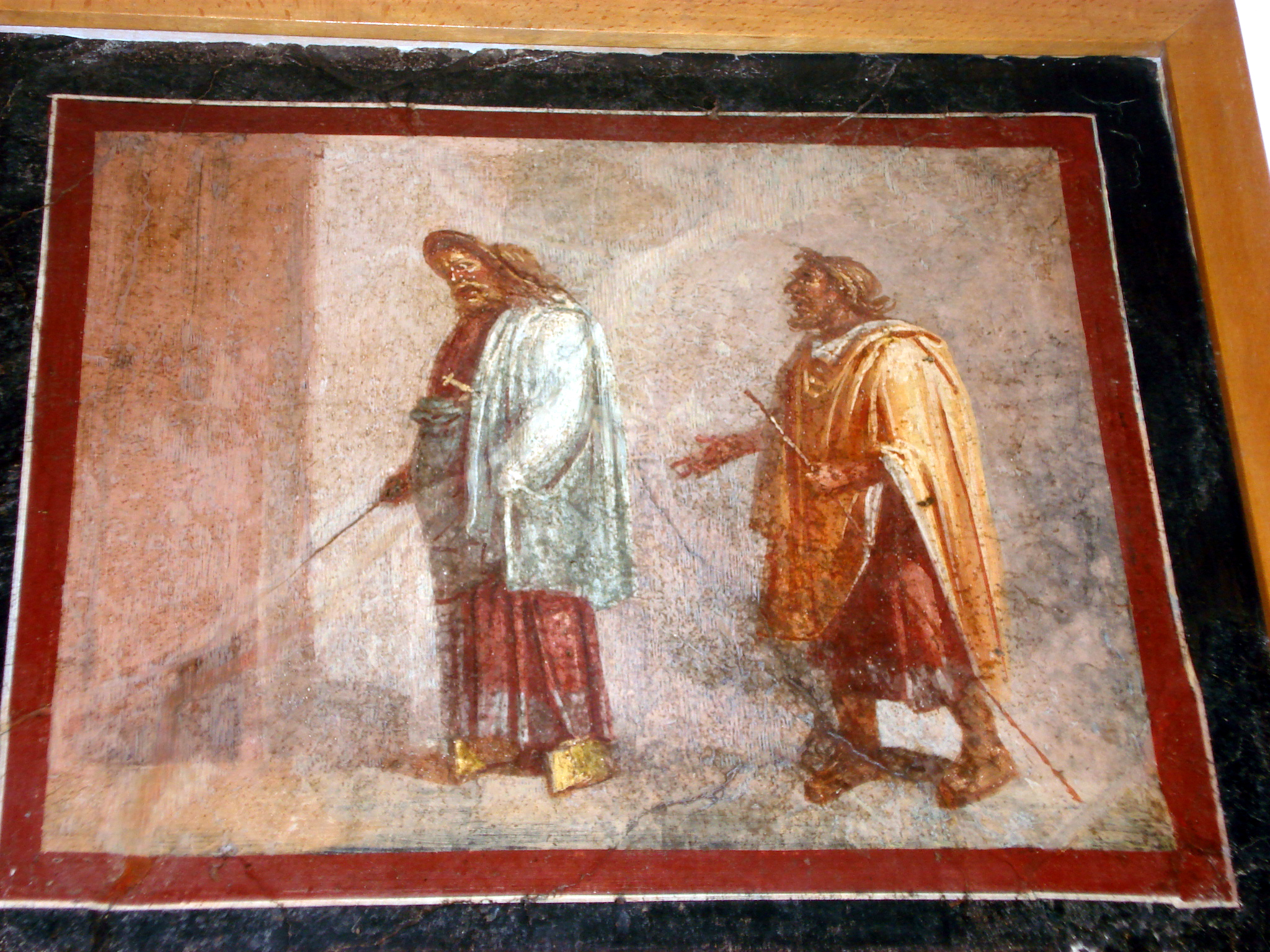
Affresco con due attori, conservato nel Museo archeologico regionale di Palermo

Decimo Laberio (in latino Decimus Laberius; 106 a.C. – 43 a.C.) è stato un drammaturgo romano.

## Biografia
Ci sono pervenute poche notizie riguardo alla sua vita: conosciamo le date di nascita e di morte grazie a San Girolamo, e a Macrobio, il quale afferma che sarebbe nato intorno al 106 a.C., mentre il Chronicon girolamiano ne situa la morte nel 43 a.C.
Le fonti affermano, inoltre, che era un eques, cioè che faceva parte della classe dei Cavalieri, all'epoca di particolare peso nella vita politica della Repubblica. Doveva, quindi, avere alle spalle una buona preparazione culturale e soprattutto un'ottima situazione economica. Tuttavia, la sua posizione sociale lo mise in contrasto con numerosi esponenti politici dell'epoca, come Cicerone, che in un'occasione non gli avrebbe fatto posto nel Senato, affermandoː "Ti farei posto, se non stessi stretto io stesso". Laberio rispose prontamenteː "Mi meraviglio che stia stretto proprio tu che di solito occupi due postiǃ".
Tuttavia, il contrasto più notevole fu con Cesare, che nel 45 a.C., per vendicarsi di irriverenti (e popolari) allusioni di Laberio ad una sua presunta tirannide, lo costrinse a prendere parte alle rappresentazioni in onore della sua vittoria a Tapso contro l'esercito pompeiano guidato da Giuba, ultimo re della Numidia unita, Metello Scipione, Marco Petreio e Catone Uticense. Laberio mise in scena un mimo sul dictator, lamentando la sua umiliazione in un prologo tramandato integralmente da Macrobio, che narra l'evento:
sfuggire vollero, pochi poteron,

dov'è che mi portò, al fin di vita?

Me, che niuna ambizione, né tangenti,

nessun timor, niuna violenza o autorità

poteron smuovere in mia gioventù,

eccoǃ, da vecchio quanto mai mi ha reso,

uscita da uom clemente ed eccellente

con un discorso assai blandiloquente?

E se gli stessi dei a lui negare

non possono alcunché, chi sono io
 
per farlo? Io, che due volte trenta

anni senza una nota, da cavaliere

sono uscito di casa, tornerò mimoː

oggi sono vissuto un giorno in più

di quanto avrei dovuto. O Fortuna,
 
immoderata in bene ed in male,

se ti era lecito in letteratura

con lodi ben fiorite romper ogni

di nostra fama culmine, perché
,
mentre fiorivo con membra robuste,
 
mentre da uomo soddisfeci il pubblico

e un tale uomo, non mi hai piegato?

Adesso mi distruggi? Come vo in scena?
 
Bellezza d'anima o anche di corpo,
 
Virtù di spirito o voce dolce?

Come un serpente spezza le radici

di un'edera, così me la vecchiaia
 
mi uccide con l'amplesso dei suoi anni.
 
Simile ad un sepolcro, non mi resta

se non il nome mio.»
(Macrobio, Saturnalia, II 7, 3 - trad. A. D'Andria)
Nel corso del mimo vero e proprio, impersonando uno schiavo siro battuto dal padrone, Laberio si vendicò di Cesare con allusioni ad un "padrone tiranno" e forse proprio per questo la palma del migliore andò al suo rivale, Publilio Siro, anche se Cesare gli restituì la dignità di eques, che avrebbe dovuto perdere in quanto si era presentato sulla scena di persona.

## Mimi
Delle sue opere si conoscono 43 titoliː Alexandrea, Anna Peranna, Aquae Caldae, Aries, Augur, Aulularia, Belonistria, Cacomnemon, Caeculi, Cancer, Carcer, Catularius, Centonarius, Colax, Colorator, Compitalia, Cophinus, Cretensis, Ephebus, Fullo, Galli, Gemelli, Hetaera, Imago, Lacus Avernus, Late Loquens, Natal, Necyomantia, Nuptiae, Parilicii, Paupertas, Piscator, Restio, Salinator, Saturnalia, Scylax, Sedigitus, Sorores, Staminariae, Stricturae, Taurus, Tusca, Virgo. 
Tuttavia ci sono pervenuti solo 187 versi, dai quali traspare, comunque, uno stile caratterizzato dalla potente espressività scaturita dai neologismiː Aulo Gellio, infatti, nelle Noctes Atticae lo accusa di stravaganza per l'uso singolare dei vocaboli latini.